# 尾張旭駅
尾張旭駅（おわりあさひえき）は、愛知県尾張旭市東大道町原田にある、名鉄瀬戸線の駅である。駅番号はST15。
尾張旭検車支区が隣接することから、普通（各駅停車）には、当駅にて始発、折り返し、終着の設定がある。
本項では駅西方に立地する尾張旭検車支区（おわりあさひけんしゃしく）についても記述する。

## 歴史
瀬戸線開業時に、当時東春日井郡新居村に設置されたことから、新居駅として開業した。
1970年（昭和45年）の尾張旭市発足を受けて、翌1971年（昭和46年）尾張旭駅に改称した。
古くから、現在の駅の位置の西側1つめの踏切の東隣にあり、相対式2面2線ホームの地上駅で、1994年（平成6年）7月3日、100mほど東の現在の場所に移転した。

### 年表
- 1905年（明治38年）4月2日 - 新居駅として開業。
- 1922年（大正11年）4月1日 - 旭新居駅に改称[3][4]。
- 1971年（昭和46年）11月1日 - 尾張旭駅に改称。
- 1984年（昭和59年）
  - 9月1日 - 駅員配置[5]。
  - 9月5日 - 駅舎改築[6]。
- 1994年（平成6年）7月3日 - 現在地へ移転、橋上駅化[7]。同時に折り返し線を新設[8]。
- 1994年（平成6年）10月7日 - 駅前広場完成[7]。
- 1995年（平成7年）- 急行停車駅に昇格。
- 2006年（平成18年）12月16日 - トランパス対応開始。
- 2007年（平成19年）6月30日 - 尾張旭検車区供用開始（後年、尾張旭検車支区に改称[9]）。
- 2009年（平成21年）3月25日 - バリアフリー化等工事完成
- 2011年（平成23年）2月11日 - manaca導入。
- 2012年（平成24年）2月29日 - トランパス供用終了。
- 2024年（令和6年）9月28日 - 特殊勤務駅となる[10]。

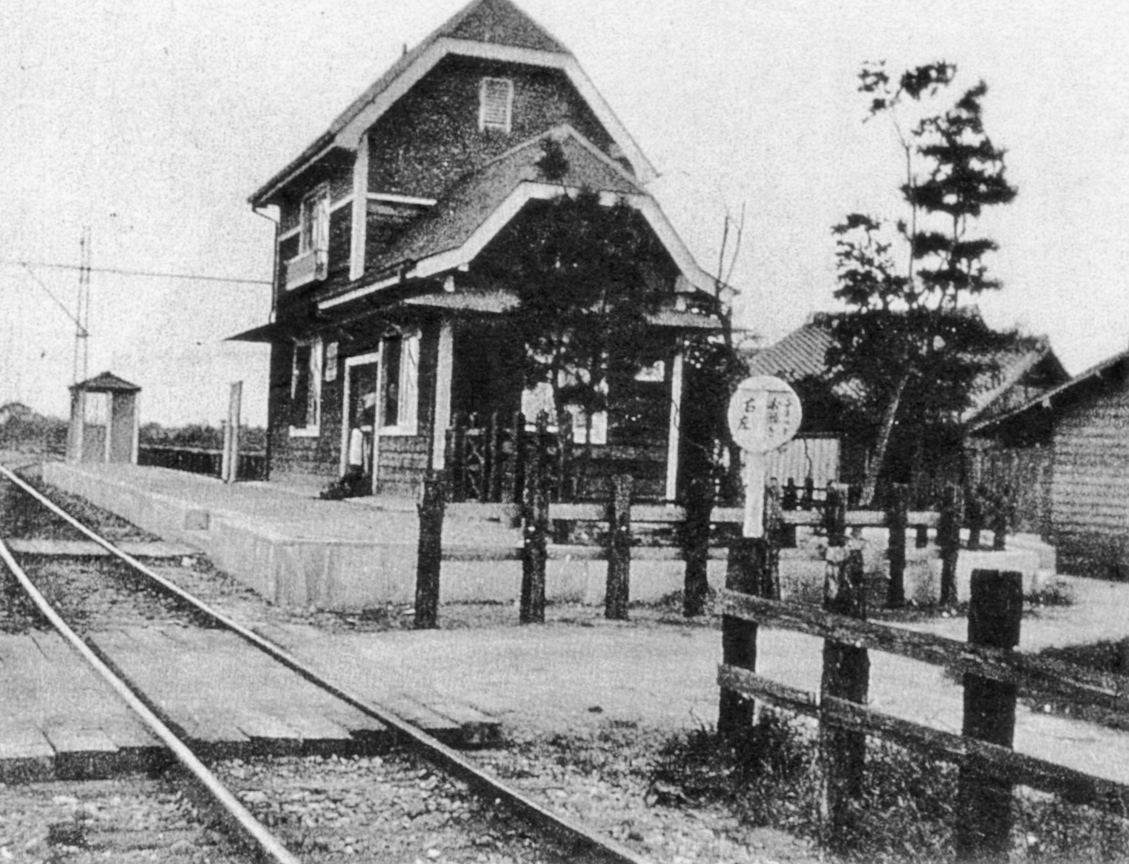
旭新居駅（1931年）

## 駅構造
島式2面3線ホームの橋上駅。ホーム有効長は6両分相当。
中央の1線は大曽根・栄町方面への折り返し用で、両側に2番線・3番線ホームがある。この線の尾張瀬戸寄りに車止めがあり、線路は東にある踏切の手前で途切れている。
また線路自体の有効長は4両編成2本に相当するものがあり、夜間には2編成が留置される。
2番線側は降車専用で、隣りの1番線が尾張瀬戸方面ホームなので、当駅止まりの電車から、階段を使わずに尾張瀬戸方面に乗り換えができるようになっている。
かつては無人駅だったが終日有人化され、現在は特殊勤務駅である。駅員配置時間は7:30 - 12:00と13:00 - 19:30である。2024年（令和6年）9月27日までは終日駅員配置駅だった。
| 番線 | 路線      | 方向 | 行先         | 備考                            |
| ---- | --------- | ---- | ------------ | ------------------------------- |
| 1    | ST 瀬戸線 | 下り | 尾張瀬戸ゆき |                                 |
| 2    | ST 瀬戸線 | 下り | 降車専用     | 当駅止まり・始発のみ 線路を共用 |
| 3    | ST 瀬戸線 | 上り | 栄町ゆき     | 当駅止まり・始発のみ 線路を共用 |
| 4    | ST 瀬戸線 | 上り | 栄町ゆき     |                                 |

エレベータ2基及び多目的トイレが設置され、いわゆるバリアフリー化がなされている。
列車案内については、LED表示によるものほか、自動放送により行われている。

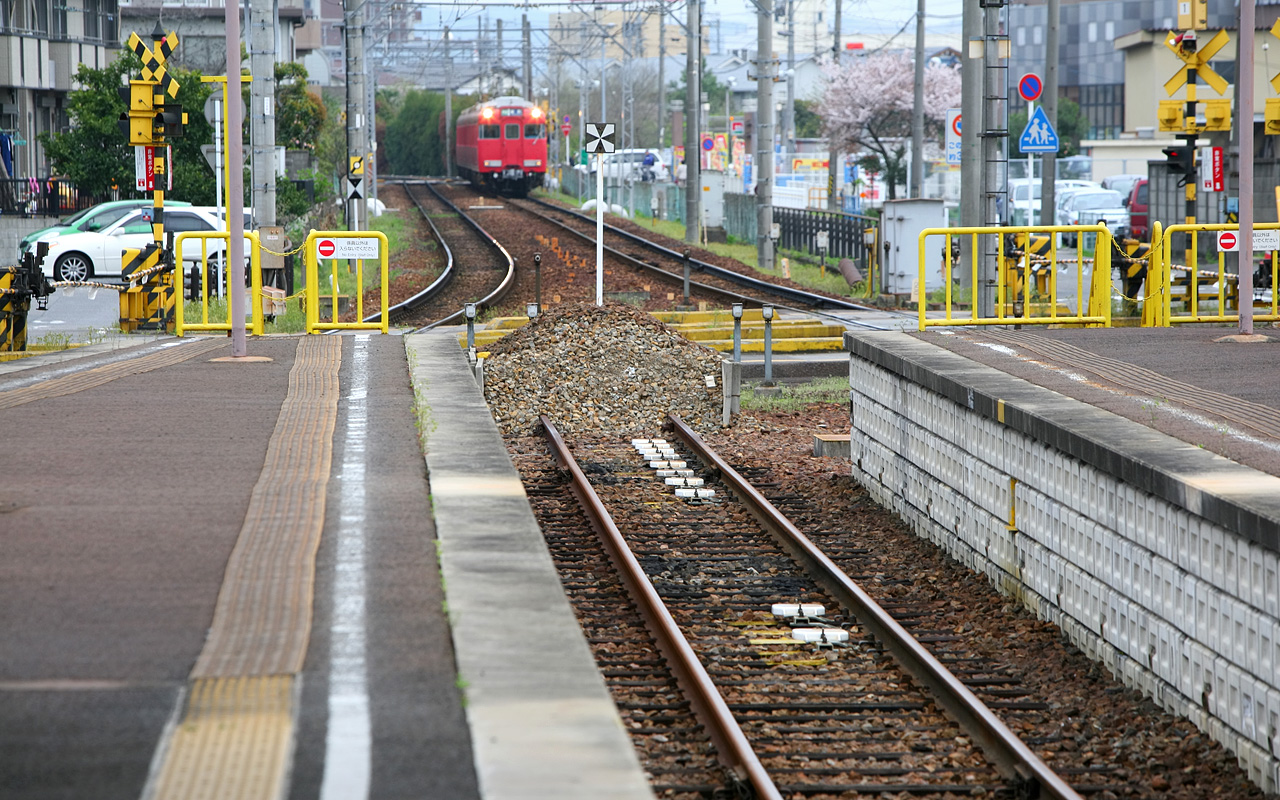
折り返し用中線の尾張瀬戸側 左が1・2番、右が3・4番線ホーム
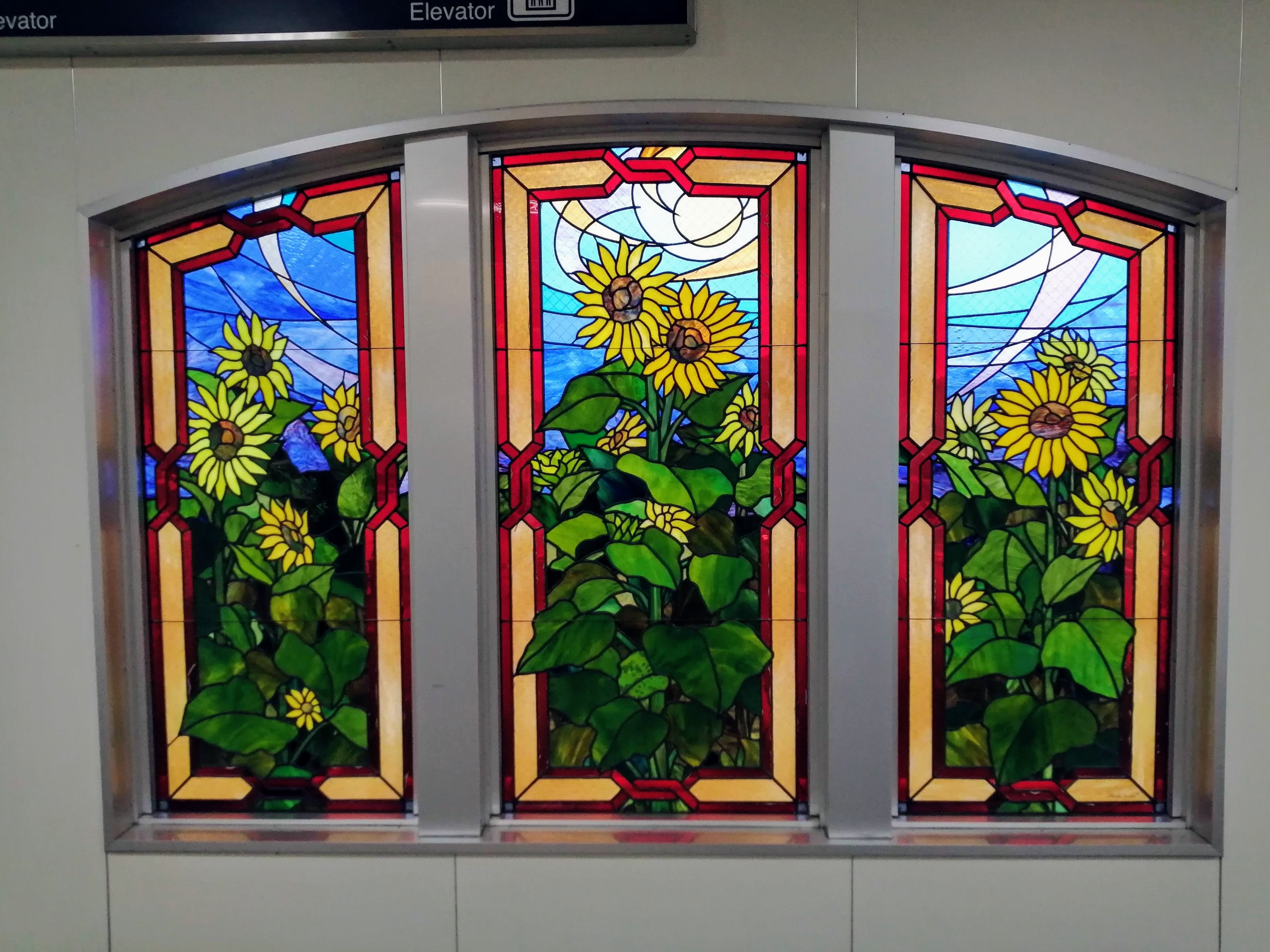
駅舎内にあるヒマワリを模ったステンドグラス
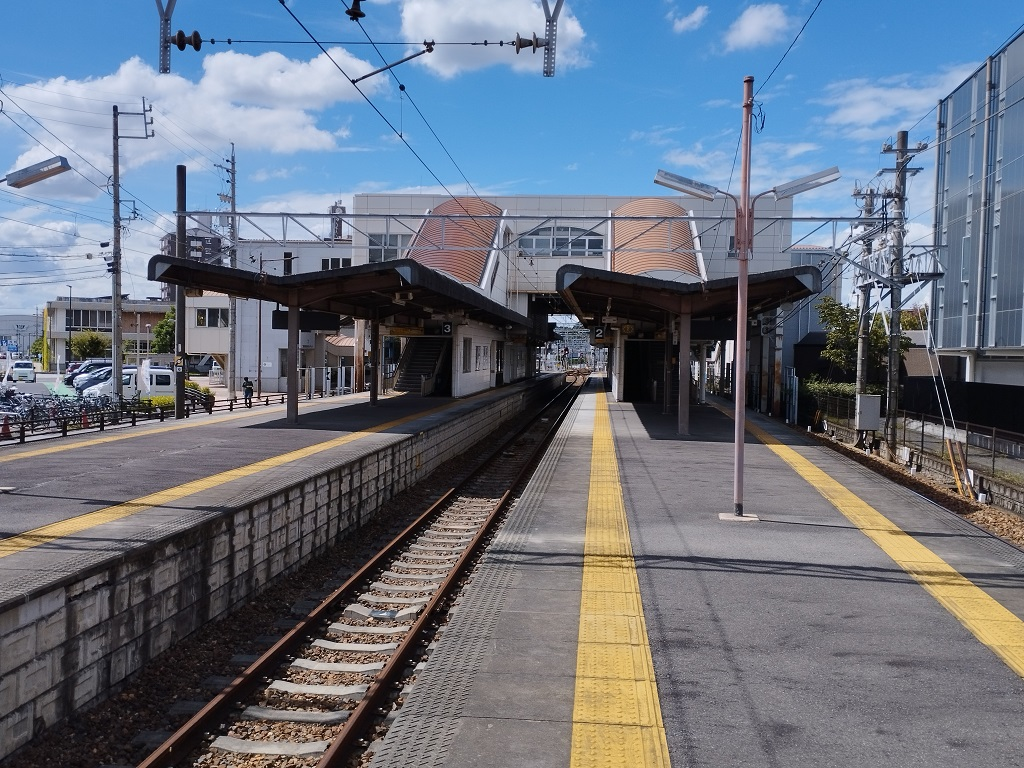
ホーム
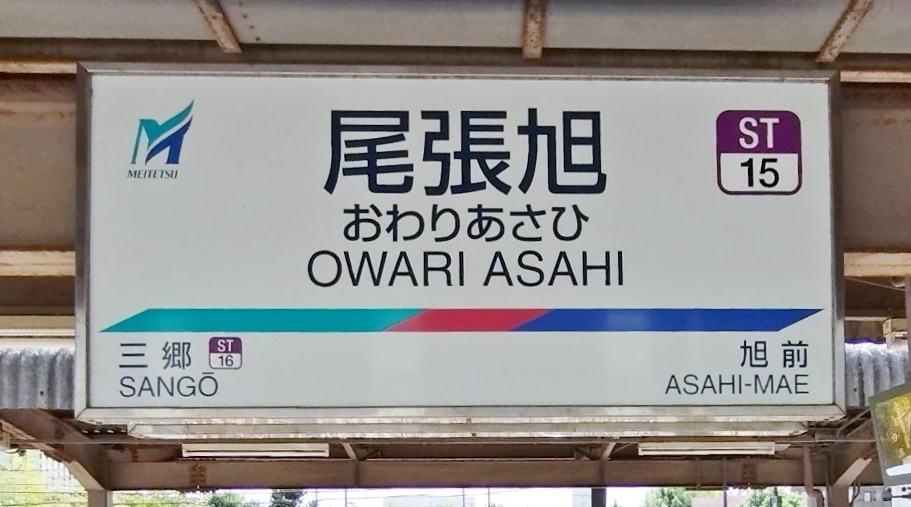
駅名標

### 配線図
| ← 尾張瀬戸方面 | 尾張旭駅・尾張旭検車支区 構内配線略図 | → 大曽根・ 栄町方面 |
| 凡例 出典:     |                                       |                     |

## 利用状況
- 『名鉄120年：近20年のあゆみ』によると2013年度当時の1日平均乗降人員は7,676人であり、この値は名鉄全駅（275駅）中54位、瀬戸線（20駅）中8位であった[14]。
- 『名古屋鉄道百年史』によると1992年度当時の1日平均乗降人員は6,800人であり、この値は岐阜市内線均一運賃区間内各駅（岐阜市内線・田神線・美濃町線徹明町駅 - 琴塚駅間）を除く名鉄全駅（342駅）中65位、瀬戸線（19駅）中10位であった[15]。
- 「尾張旭市の統計」、「移動等円滑化取組報告書」によると、当駅の一日平均乗降人員は以下の通り推移している[16][17]。

| 年度   | 1日平均 乗降人員 |
| ------ | ---------------- |
| 2003年 | 7,283            |
| 2004年 | 7,386            |
| 2005年 | 7,495            |
| 2006年 | 7,454            |
| 2007年 | 7,637            |
| 2008年 | 7,827            |
| 2009年 | 7,782            |
| 2010年 | 7,751            |
| 2011年 | 7,623            |
| 2012年 | 7,577            |
| 2013年 | 7,676            |
| 2014年 | 7,611            |
| 2015年 | 7,752            |
| 2016年 | 7,753            |
| 2017年 | 7,796            |
| 2018年 | 8,008            |
| 2019年 | 7,979            |
| 2020年 | 6,315            |

- 市名を冠した駅であるが、乗降客数は東隣の三郷駅のほうが多い。

## 尾張旭検車支区
尾張旭検車支区（元・尾張旭検車区）は、瀬戸線車両の保守・検査を行う瀬戸線唯一の車両基地であり、尾張旭駅の西方に位置する。元々は輸送力増強に伴う6000系の増備の為、2000年（平成12年）のダイヤ改正時に夜間滞泊用留置線4本で発足した。瀬戸線では60年以上に渡り喜多山駅隣接の喜多山検車区が保守・検査を担ってきたが、施設の老朽化と喜多山駅の高架化事業の影響により、代替として2006年（平成18年）8月より整備が開始され、2007年（平成19年）6月30日から供用を開始した。
敷地面積は約18,000平方メートルであり、検修棟（平屋建、3,735平方メートル）、管理棟（3階建、227平方メートル）、土木・電気総合詰所（2階建、175平方メートル）などを擁する。構内には4両編成対応の検査線4本と留置線6本、洗浄線1本（自動洗車機付き）、保線車両用留置線1本があり、4両編成9本の留置が可能である。検修棟では全般検査や重要部検査も行われるが、台車や床下機器は取り外して岡崎市の舞木検査場へ陸送の上検査される。検査線4本のうち2本は仕業検査や交番検査用、残り2本には車体を吊り上げることなく台車を取り外すリフターなどが設置されており、全般検査や重要部検査に対応している。
当検車支区では揮発性塗料の車体塗装設備が設置されておらず、検査の際に普通鋼製車両へ塗装する場合は水性塗料が用いられた。これは周囲の環境に影響を与えにくいことと、将来的に塗装が不要なステンレス車に統一する計画があったことによる。2012年（平成24年）にステンレス鋼製車両への統一が行われた（ただし、一部車両の前頭部は鋼製）。また検車区開設以前に現在地にて6000系が瀬戸線へ搬入される際のトラックから線路へ下ろす作業や、3730系・3770系・3780系の解体作業が行われたことがある。2008年（平成20年）の4000系の搬入はここで行われた。
構内入換用にアント工業製の車両移動機（機械扱いで無車籍）が配置されている。喜多山検車区だった頃はデキ370形電気機関車が構内入換用に配置されていたが、検車区移転の際に廃車され、置き換えられた。

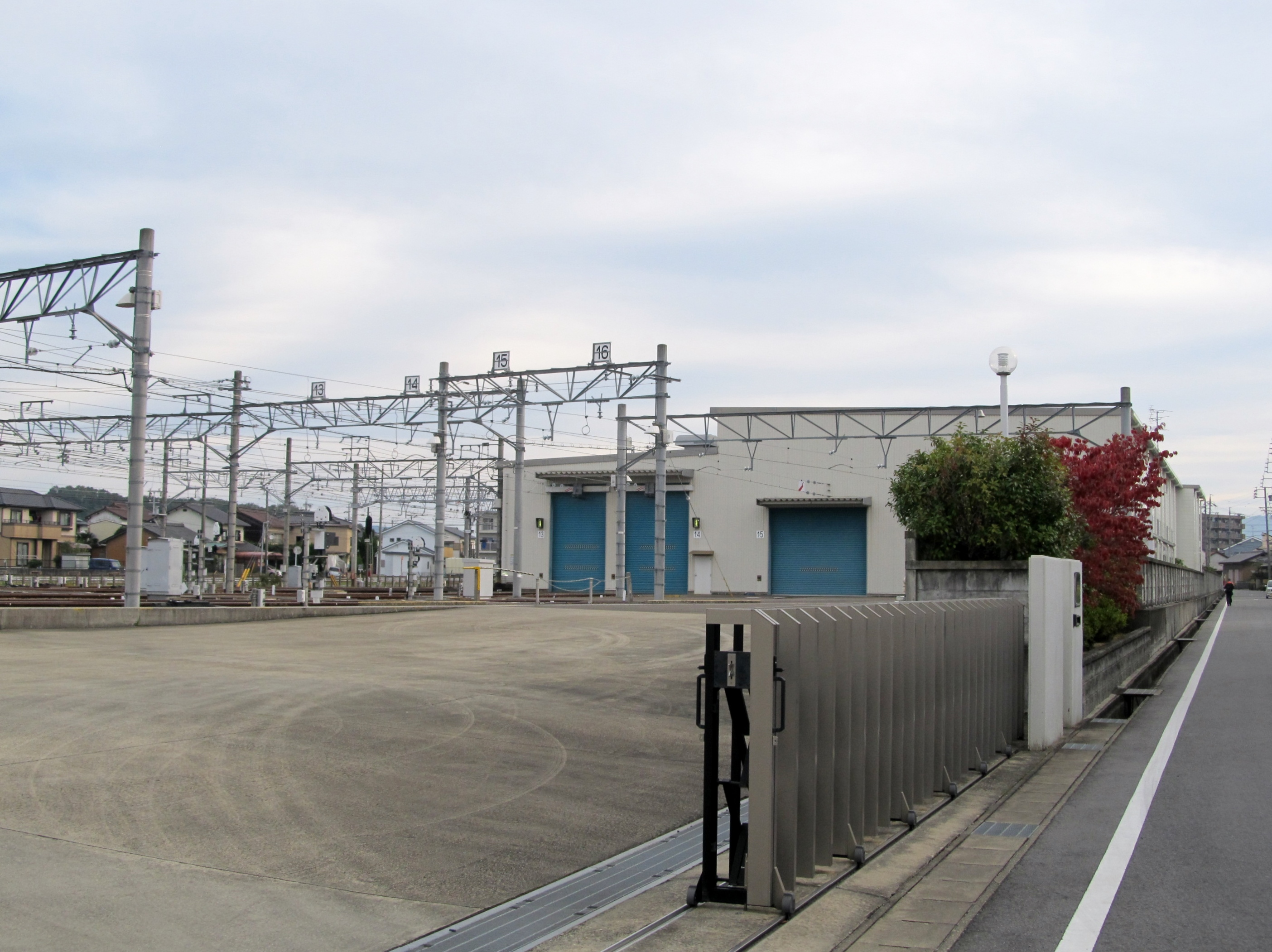
検車支区入口
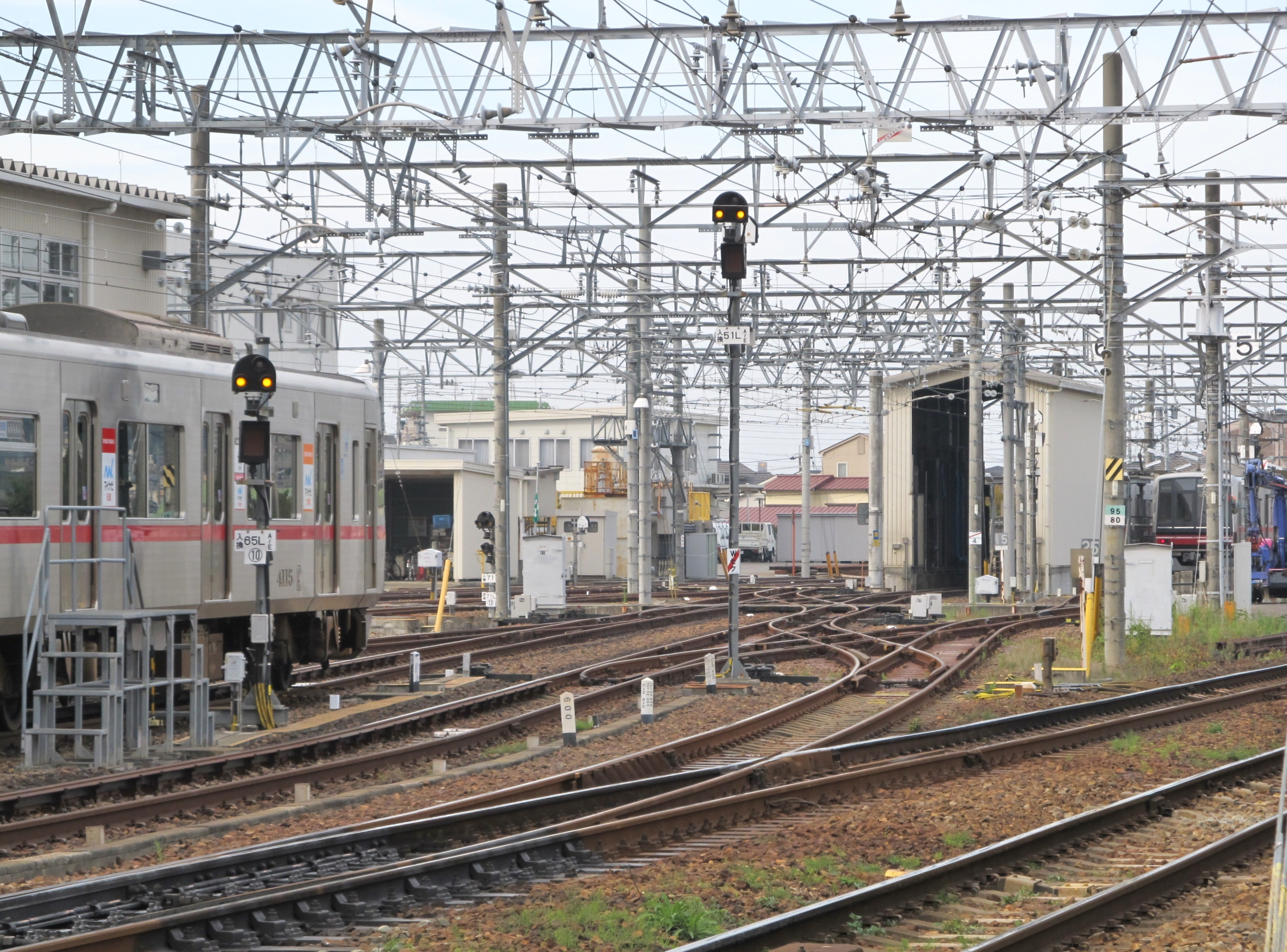
構内の様子

## 駅周辺
- 名古屋産業大学
- 名古屋経営短期大学
- 尾張旭市役所
  - 駅のすぐ南側に設置されている。
- 尾張旭市文化会館
- 尾張旭市立図書館
- 尾張旭郵便局
- 尾張旭市立旭中学校
- スカイワードあさひ
- イトウホール尾張旭
- ショッピングタウン ASKA[19]
  - フィール ASKA
- スーパーマーケットバロー 城山店
- グリーンシティケーブルテレビ新社屋（2018年（平成30年）4月16日に、名鉄瀬戸線・大森・金城学院前駅駅舎から移転）
- 瀬戸街道（愛知県道61号名古屋瀬戸線）
- 中央通り
- 城山街道

## バス路線
北口、南口それぞれから複数のバス路線が発着している。
北口にある尾張旭駅バス停。
- 名鉄バス[21]
  - 〔33〕基幹バス 名鉄バスセンター - 栄 - 引山 - みどりヶ丘 - 尾張旭駅 - 尾張旭向ヶ丘
  - 〔85〕長久手古戦場駅 - 愛知医科大学病院 - 尾張旭駅 - 尾張旭向ヶ丘
- 尾張旭市営バス：あさぴー号
  - 東ルート

南口にある市役所バス停。
- 尾張旭市営バス：あさぴー号
  - 東ルート
  - 西ルート

## 隣の駅
名古屋鉄道
ST 瀬戸線
■急行（当駅以東各駅に停車）
大森・金城学院前駅（ST12） - 尾張旭駅（ST15） - 三郷駅（ST16）
■準急・■普通
旭前駅（ST14） - 尾張旭駅（ST15） - 三郷駅（ST16）